# Thornburghiella weidneri
Thornburghiella weidneri är en tvåvingeart som beskrevs av Wagner och Joost 1985. Thornburghiella weidneri ingår i släktet Thornburghiella och familjen fjärilsmyggor.
Artens utbredningsområde är Mongoliet. Inga underarter finns listade i Catalogue of Life.